# Institut Frobenius
L'Institut Frobenius (en allemand : Frobenius-Institut) est le plus ancien institut de recherche en anthropologie d'Allemagne. Il est nommé d'après Leo Frobenius. Il se situe à Francfort, Gruneburgplatz 1.
C'est une institution autonome, associée à l'université Johann Wolfgang Goethe de Francfort-sur-le-Main ; il collabore avec deux autres organisations, l'Institut für Ethnologie, et le musée des cultures du monde. Il conduit des recherches ethnologiques et historiques. 
L'institut est fondé en 1898 sous le nom de Stiftung Afrika Archiv à Berlin ; en 1920 il s'installe à Munich sous le nom de Forschungsinstitut fur Kulturmorphologie. À partir de 1925, il est affilié à l'Université Goethe de Francfort et renommé en 1946 sous son nom actuel par Adolf Ellegard Jensen (en), après la mort de Leo Frobenius en 1938.

## Collections
L'institut Frobenius est renommé pour ses collections. Outre 6 000 objets d'intérêt ethnographique, la collection comprend environ 100 000 représentations graphiques (photographies et peintures), pour la plupart visibles sur le site web de l'institution. C'est Leo Frobenius qui commence la collection à l'occasion des expéditions de recherche allemandes en Afrique intérieure et, après sa mort en 1938, ses successeurs continuent à l'agrandir. La bibliothèque de l'institut compte environ 130 000 ouvrages.

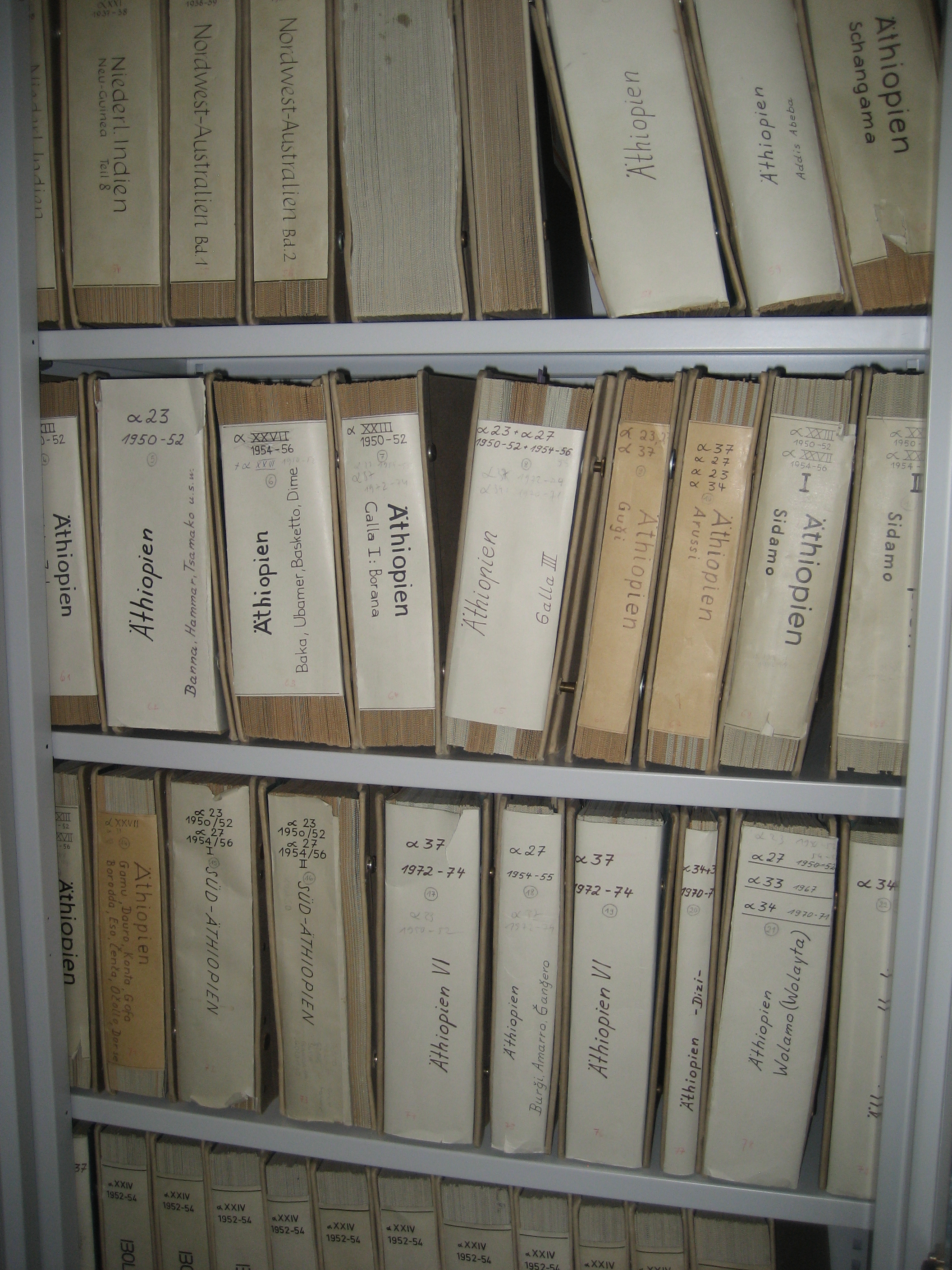
Albums photo de Leo Frobenius.
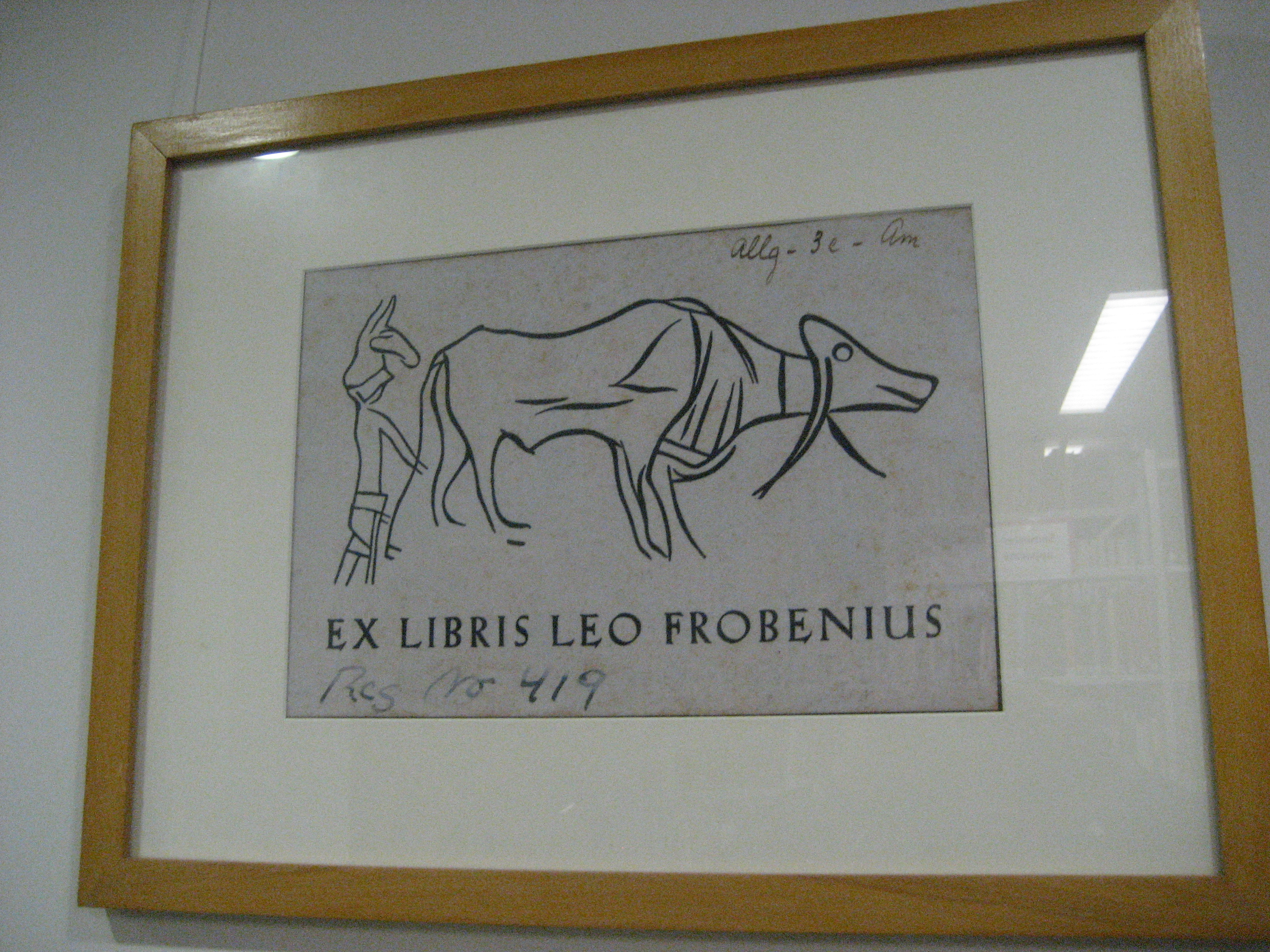
Ex libris de Leo Frobenius.
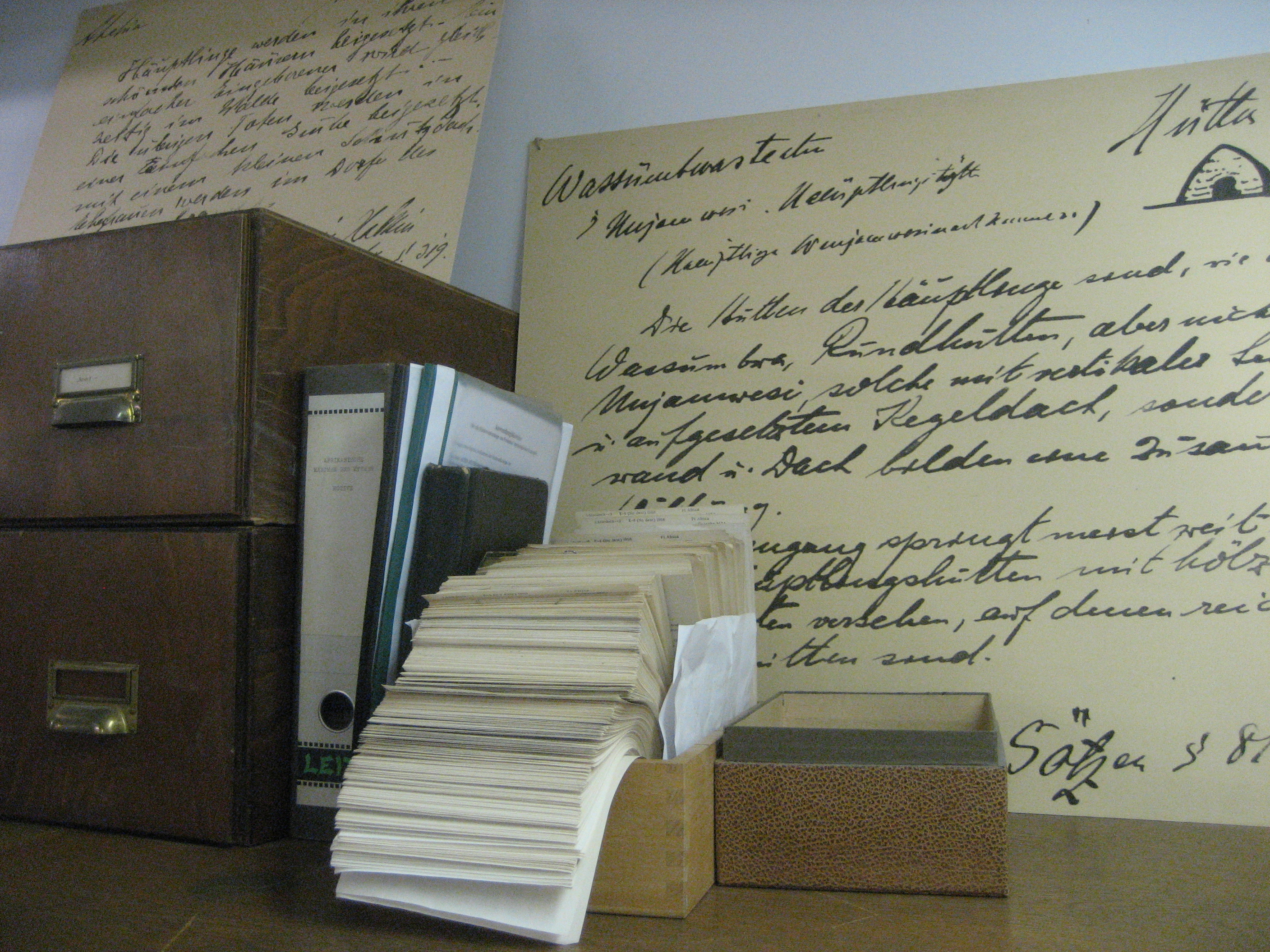
Collection Frobenius.
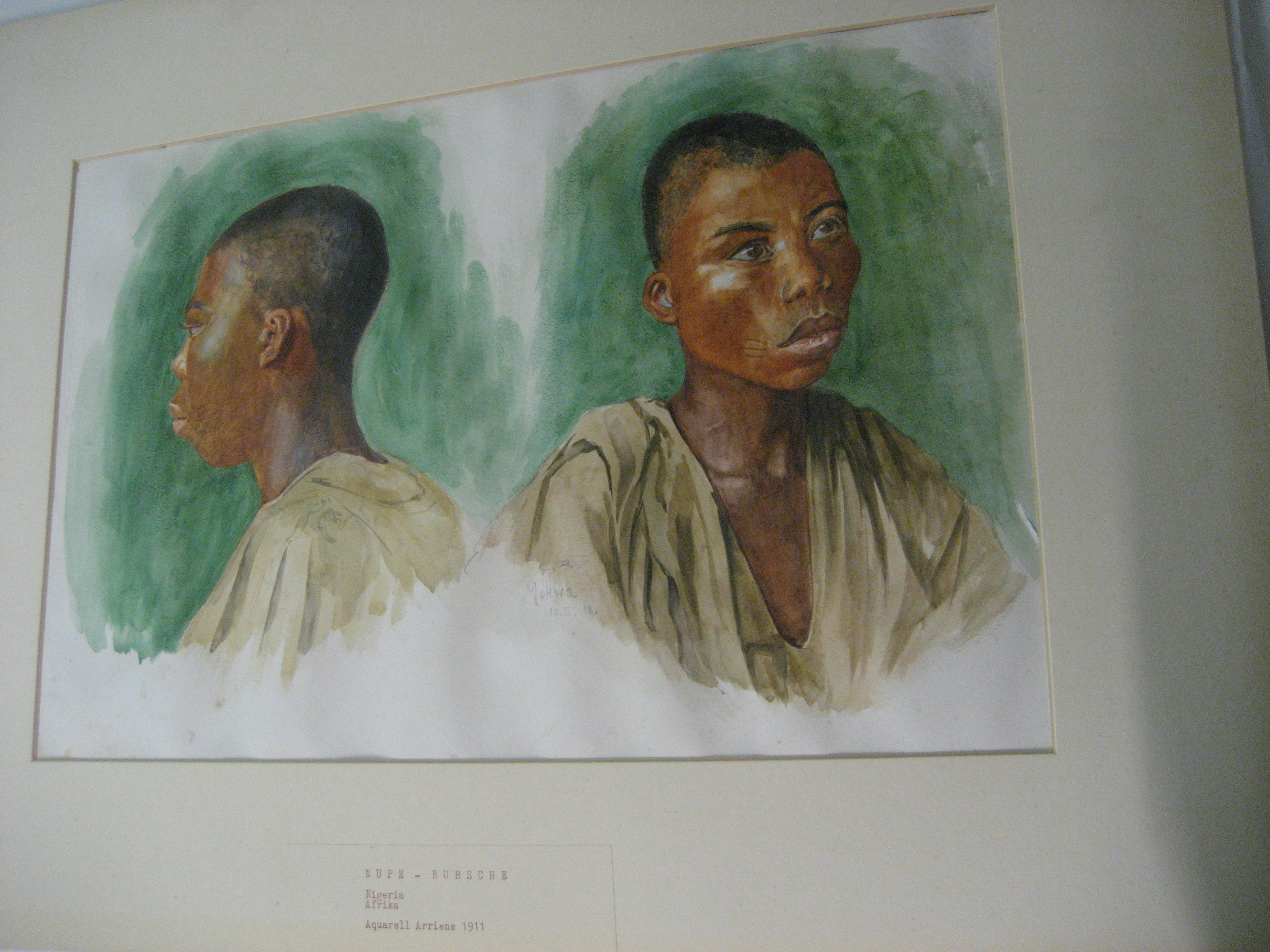
Nupe lad, Nigeria Aquarelle de Carl Arriens (de), 1911.
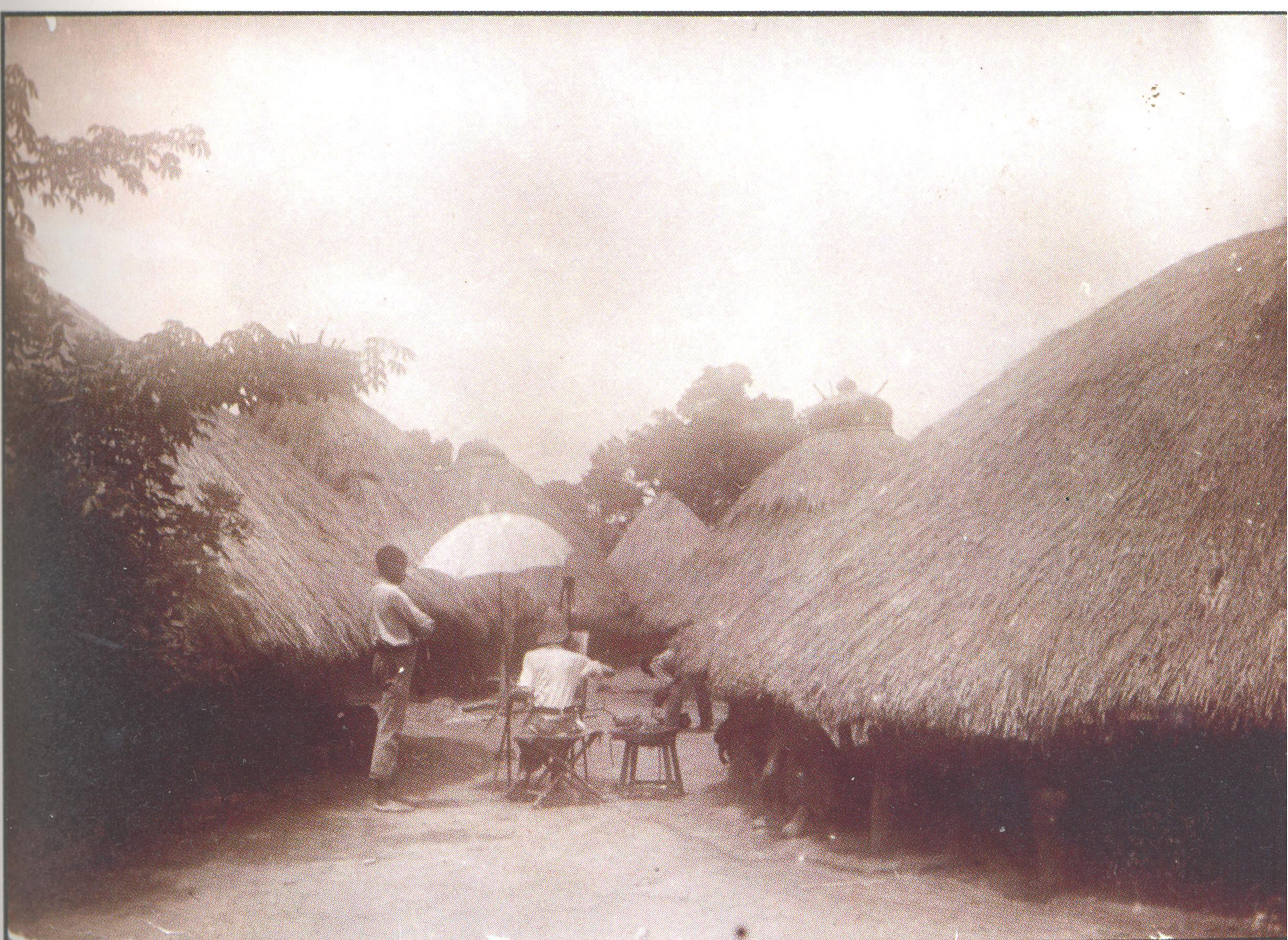
Carl Arriens dans la région de la Bénoué, Nigeria, 1911 (photographie par Leo Frobenius).